# Kostolná-Záriečie
Kostolná-Záriečie (em húngaro: Vágegyháza-Alsózáros) é um município da Eslováquia, situado no distrito de Trenčín, na região de Trenčín. Tem 3,67 km² de área e sua população em 2018 foi estimada em 687 habitantes.

## Demografia
| Ano:        | 1994 | 2004   | 2014   | 2024   |
| ----------- | ---- | ------ | ------ | ------ |
| Broj ljudi: | 662  | 645    | 658    | 671    |
| Razlika:    |      | -2,56% | +2,01% | +1,97% |

| Ano:               | 2023 | 2024   |
| ------------------ | ---- | ------ |
| Número de pessoas: | 672  | 671    |
| Diferença:         |      | -0,14% |